# Оровник (дем Преспа)
 Тази статия е за селото в Гърция.  За селото в Северна Македония вижте Оровник (община Дебърца).  
О̀ровник (на гръцки: Καρυές, Кариес, катаревуса: Καρυαί, Карие, до 1920 година Όροβνικ, Оровник) е село в Република Гърция, в дем Преспа, област Западна Македония.

## География
Селото е разположено на 32 километра югозападно от град Лерин (Флорина) близо до Малкото Преспанско езеро.

## История

### В Османската империя
В началото на XX век Оровник е чисто българско село в Битолска каза. Според статистиката на Васил Кънчов („Македония. Етнография и статистика“) в 1900 година в Оровник живеят 150 българи християни.
На Етнографската карта на Битолския вилает на Картографския институт в София от 1901 година Оровник е чисто българско село в Битолската каза на Битолския санджак с 35 къщи.
След Илинденското въстание през 1904 година цялото село минава под върховенството на Българската екзархия. По данни на секретаря на екзархията Димитър Мишев („La Macédoine et sa Population Chrétienne“) в 1905 година в Оровник (Orovnik) има 200 българи патриаршисти гъркомани.
В селото има три църкви „Свети Никола“, „Свети Атанас“ и „Свети Спас“.
На етническата карта на Костурското братство в София от 1940 година, към 1912 година Оровникъ е обозначено като селище с неясен етнически състав.

### В Гърция
През Балканската война в селото влизат гръцки части, а след Междусъюзническата война Оровник попада в Гърция. В 1920 година селото е прекръстено на Карие. Боривое Милоевич пише в 1921 година („Южна Македония“), че Оровник има 30 къщи славяни християни. Селото сериозно пострадва по време на Гръцката гражданска война (1946 – 1949), мнозина от жителите му загиват, а над 200 души се изселват от селото.
В 1981 година селото има 63 жители. Според изследване от 1993 година селото е чисто бежанско.
| Име          | Име          | Ново име       | Ново име       | Описание                                                             |
| ------------ | ------------ | -------------- | -------------- | -------------------------------------------------------------------- |
| Бушкани      | Πούσκανι     | Агиос Николаос | Άγιος Νικόλαος | бивше село на З от Оровник                                           |
| Реката       | Ρέκατα       | Кариотико      | Καρυώτικο      | реката на Оровник, извираща в Баба на С от селото                    |
| Бигала       | Πέλγος       | Пеласгос       | Πελασγός       | връх в Баба на ССИ от Оровник (1359 m)                               |
| Рот          | Ρότ          | Кокосули       | Κοκοσούλη      | връх в Корбец на Ю от Бесвина                                        |
| Космовица    | Κόσμιτσα     | Косма          | Κοσμά          | връх в Корбец на Ю от Бесвина (1322 m)                               |
| Криви долове | Κρίβι Νοβόλι | Фидотон        | Φιδωτόν        | река на Ю от Бесвина, десен приток на Рулската река                  |
| Два вървье   | Νταβάρβα     | Дикорфон       | Δίκορφον       | връх в Корбец на Ю от Буковик и на СЗ от Бесвина (1494 m)            |
| Трънско      | Τρίντσκο     | Ангатотон      | Άγκαθωτόν      | връх в Корбец на СИ от Бесвина (1392 m)                              |
| Гузицана     | Γκουζίτσκια  | Фтери          | Φτέρη          | гора в Корбец на С от Бесвина и на ЮИ от Буковик                     |
| Богданица    | Μπογάδιτσα   | Динас          | Ντίνας         | връх в Корбец на СИ от Бесвина (1462 m)                              |
| Бисерник     | Βισίρνικ     | Кефаловрисон   | Κεφαλόβρυσον   | връх в Корбец на Ю от Оровник, на И от Буковик и на С от Бесвина     |
| Селища       | Σέλιστα      | Дасотон        | Δασωτόν        | местност в Корбец на Ю от Оровник, на И от Буковик и на С от Бесвина |
| Роища        | Ρόϊστα       | Фрурия         | Φρούρια        | връх на З от Буковик (1145,2 m)                                      |
| Бела вода    | Μπέλα Βόδα   | Аспронери      | Άσπρονέρι      | река в Корбец на Ю от Оровник, на И от Буковик и на С от Бесвина     |
| Върба        | Βάρμπα       | Мегалександрос | Μεγαλέξανδρος  | връх в Корбец на ЮЗ от Бесвина (1748,6 m)                            |
| Злата падина | Ζλάτα Παδένα | Психоју        | Ψυχογιού       | връх в Корбец на ЮЗ от Бесвина (1492 m)                              |

Преброявания
- 1913 - 222 жители
- 1920 - 244 жители
- 1928 - 226 жители
- 1940 - 162 жители
- 1961 - 160 жители
- 1971 - 78 жители
- 1981 - 88 жители
- 1991 - 74 жители
- 2001 - 71 жители
- 2011 - 56 жители

## Личности
Родени в Оровник
- Коле Стерьовски (1911 – 1945), гръцки комунист; завършва гимназия в Лерин, през окупацията влиза в КПГ и в 1944 година става секретар на Преспанския партиен комитет, след Споразумението от Варкиза е убит край Оровник[22]
- Стоян Поповски, северномакедонски писател и краевед
- Яне Казиовски – Бандевски, северномакедонски писател